# Guillaume Cambis
Guillaume Cambis (3 juli 1988) is een golfprofessional uit Frankrijk.
Als amateur speelde Cambis op de Golf d'Ormesson.

## Gewonnen
(niet volledig)
- 2008: Grand Prix d'Anglet Chiberta
- 2010: Dinard Trophée

## Professional
Eind 2010 kwalificeerde hij zich als amateur voor de Alps Tour en werd professional.
In 2011 speelde hij drie toernooien van de Franse ALLIANZ Tour en eindigde op de Alps Tour als winnaar van het klassement nadat hij de twee laatste toernooien gewonnen had. Daarvoor was hij al twee keer op de 2de plaats geëindigd, in Slovenië en op Guadeloupe. In december won hij samen met Luke Goddard Stage 2 van de Tourschool op Costa Ballena.

## Gewonnen
Alps Tour
- 2011: Masters 13, Sardinia Golf Open (220, +4), Tourschool, Stage 2